# Sant'Antonio Abate (dipinto Correggio)
Sant'Antonio Abate è un dipinto a olio su tavola (49x32 cm) di Correggio, databile al 1517-1518 circa e conservato nel Museo nazionale di Capodimonte di Napoli.

## Storia e descrizione
Fu Adolfo Venturi, nel 1901, a ricondurre alla paternità del Correggio il piccolo dipinto, chiaramente destinato a rispondere alle richieste di una devozione privata. La tavoletta si trovava nella sagrestia dei padri Gerolamini a Napoli e recava una significativa attribuzione ad Andrea da Salerno, un artista attento alla lezione leonardesca. Si trova nel museo napoletano dal 1907.
In effetti la conoscenza di Leonardo sembra fondamentale per comprendere il dipinto di Napoli sia per quanto riguarda l'uso della luce e del chiaroscuro già asserviti a quella “poetica dello sfumato” inaugurata dal maestro toscano, sia per la sapiente resa dei "moti dell'animo".
Il santo eremita è raffigurato con un'ardita inquadratura stretta, che elimina ogni dettaglio narrativo e ogni specifica relativa all'ambientazione (sintetizzata da pochi elementi appena accennati dietro alla figura del santo). I suoi attributi sono ridotti solo alla semplice, luccicante campanella posta in posizione principe al centro del quadro. Tutto il dipinto si riduce quindi all'espressione del volto, dacché persino il gesto del santo appare volutamente bloccato, quasi che le sue mani fossero legate l'una all'altra. Lo sguardo quasi impaurito e le labbra dischiuse fanno di questo sant'Antonio una figura fragile e sofferente, colta nella sua intima solitudine e nella sua commovente umanità. La luce, che si riverbera sulla sua fronte e che gioca a creare un brillante effetto di cangiantismo sul suo mantello arancio, non fa che accrescere la pregnanza espressiva del suo volto sconfortato. È stato notato come il sant'Antonio sia vicino al san Leonardo dei Quattro santi e si può aggiungere che lo studio approfondito che il Correggio dedicò alla sua espressione rappresentò probabilmente un precedente per la figura del Cristo sofferente nel più tardo Ecce homo.
Il soggetto è stato letto alla luce dei rapporti del Correggio con l'ambiente benedettino cassinese.